# 영덕 곡강고택
곡강고택(曲江古宅)은 대한민국 경상북도 영덕군 영해면 원구리에 있는 조선시대의 고택이다. 2000년 9월 4일 경상북도의 민속문화재 제123호로 지정되었다.

## 개요
오봉 권책 선생의 후손 권응주가 분가하면서 지은 집이라고 전하며 1700년대에 고쳐 지었다고 한다. 집은 크게 정침·사당·곡강정으로 구성되어 있는데, 정침 오른쪽 뒤에 사당이 있고 앞면 왼쪽에 곡강정이 자리잡고 있다.
정침은 앞면에 4칸 대청을 두고 좌우로는 온돌방을 두었다. 왼편에 광·안방·부엌을 배치하여 왼쪽 곁채와 연결하였고, 오른편에는 출가한 자녀가 사용했다는 신방과 마루가 놓이면서 오른쪽 곁채와 연결된다. 사랑채 부분은 사랑방을 중심으로 오른쪽에 마루방을 설치하였다.
사당은 앞면·옆면 1칸 크기이나 직사각형을 이루고 있으며 따로 담장을 둘러 공간을 나누지는 않았다. 곡강정은 앞면 3칸·옆면 2칸 반 크기이며 앞쪽에 퇴칸을 두었다. 정자나 정사(精舍) 건물에서 자주 쓰이는 평면을 갖추고 있고, 가운데 2칸 마루를 중심으로 좌우에 2칸통 온돌방을 배치하였다.
전체적으로 경상도 북부지방 양반집에서 자주 볼 수 있는 ㅁ자형 평면과 요소를 잘 갖추고 있으며, 지은 수법 등에서 독특함을 보이는 건물로 평가받고 있다.

## 참고 자료
- 곡강고택 - 국가유산청 국가유산포털